# Paspanga
Paspanga ist ein Stadtteil nördlich der Innenstadt der burkinischen Hauptstadt Ouagadougou, zum Arrondissement Baskuy gehörend und in den Sektoren Sektor 3, 4 und 24 liegend.
Im Stadtteil liegen die ehemalige Residenz des Präsidenten, verschiedene Ministerien sowie das camp Paspanga der burkinischen Gendarmerie. Der fünf Kilometer lange canal de Paspanga trennt Koulouba von der Innenstadt und fließt in den Stausee Barrage Nr. 3.